# In punta di piedi (film 2018)
In punta di piedi è un film per la televisione del 2018 diretto da Alessandro D'Alatri e ispirato a una storia vera.

## Trama
L'undicenne Angela Lerro vive a Secondigliano e ha un sogno: diventare una ballerina classica. Suo padre Vincenzo, un camorrista affiliato al clan Peluso, decide di passare con il clan avversario: Acerola. Per evitare una vendetta, tutta la famiglia è costretta a vivere nascosta e Angela non può più frequentare la scuola di ballo. Tuttavia, Angela e sua madre Nunzia non si arrendono, e dopo aver conosciuto l'insegnante di danza Lorenza faranno il possibile per sfuggire alla condizione in cui vivono.

## Personaggi
- Lorenza è l'insegnante di danza di Angela, ed ha frequentato le migliori scuole di ballo. In seguito alla morte del figlio Andrea a causa della droga spacciata dai Peluso, ha aperto la scuola di ballo per non impazzire e per dare ai bambini del posto una speranza. Il suo essere una donna forte e indipendente sarà di esempio per Nunzia e Angela le quali troveranno la forza che è dentro di loro, la forza di reagire a una condizione critica che sembra schiacciarle. Si innamora di un uomo francese con il quale andrà a vivere a Parigi, portando Angela con sé e salvandola dalla sua condizione.
- Nunzia è la madre di Angela e moglie di Vincenzo. Il personaggio subisce diverse fasi: inizialmente gode dei privilegi che si hanno nell'essere moglie di un camorrista, e per questo non sembra insoddisfatta della sua vita e non si pone critica verso il sistema mostrandosi arrogante, superiore e insulsa verso gli altri. Dopo aver conosciuto Lorenza, però, si rende conto appieno della responsabilità che ha come madre e del peso della sua condizione, ma si sentirà ancora bloccata e impotente. Alla fine, per amore di sua figlia che è il motore di tutto, troverà la forza di ribellarsi e compirà un atto di coraggio lasciando andare Angela con Lorenza a Parigi per permetterle di inseguire i suoi sogni e darle un futuro. In seguito farà arrestare il marito dai carabinieri prima che lo trovino i Peluso, perché dopotutto non vuole che sua figlia rimanga orfana di padre.
- Vincenzo Lerro è il marito di Nunzia e padre di Angela. È un camorrista affilato ai Peluso che decide di cambiare clan. Questo gesto sarà molto rischioso, e per salvaguardare la vita della moglie e della figlia cambiano spesso casa; le tiene quindi segregate impedendo loro di vivere una vita normale, non permettendo ad Angela di inseguire i suoi sogni di ballerina e sminuendo Nunzia. Prova astio verso Lorenza e la vede come l'elemento che permette ad Angela e Nunzia di essere donne libere, agendo e pensando con la loro testa. Il suo odio per Lorenza si alimenterà talmente tanto che a metà film farà incendiare la scuola di ballo gestita da lei, provocando ancor di più rabbia in Angela e Nunzia, la quale finalmente troverà il coraggio di ribellarsi al marito. A fine film viene arrestato dai Carabinieri mandati dalla moglie per evitare che sia trovato e ucciso dai Peluso, e solo in quel momento si preoccuperà davvero della felicità di sua figlia domandando alla moglie se sia davvero così portata per la danza.
- Angela è una bambina di 11 anni. Suo padre Vincenzo è un camorrista, per questo non ha la possibilità di vivere una vita normale e di inseguire il suo sogno di diventare ballerina classica. Alla fine del film, grazie al coraggio della madre Nunzia, va a vivere con la sua insegnante di danza Lorenza a Parigi per poter inseguire il suo sogno di ballerina, e diventerà un'étoile di successo.
- Lucia è la migliore amica di Angela, alla quale è molto legata. È una bambina molto solare e dolce che proviene da una famiglia buona e onesta. Purtroppo, muore a metà film, venendo fatalmente uccisa a colpi di pistola da alcuni uomini del clan Peluso, che sbagliano mira, perché in realtà erano intenzionati ad uccidere Angela, la figlia di Vincenzo. La sua morte sarà motivo di profondo dolore per tutti coloro che tenevano a lei, e per Angela sarà molto faticoso riprendersi dalla sua morte.
- Rita e Achille sono i genitori di Lucia, due persone per bene che amano i loro figli e vogliono vederli felici, contrariamente a molte persone del posto, fra cui i genitori di Angela. Achille non vede di buon'occhio Angela, perché  essendo figlia di un camorrista, lui non vuole né che Lucia la frequenti, né che la bambina si presenti in casa sua. Invece Rita è più fiduciosa, perché sa che i bambini non devono assumersi le colpe degli adulti, e vedendo il forte bene che si vogliono Lucia e Angela è aperta al fatto che siano amiche e si frequentino.